# 申報館

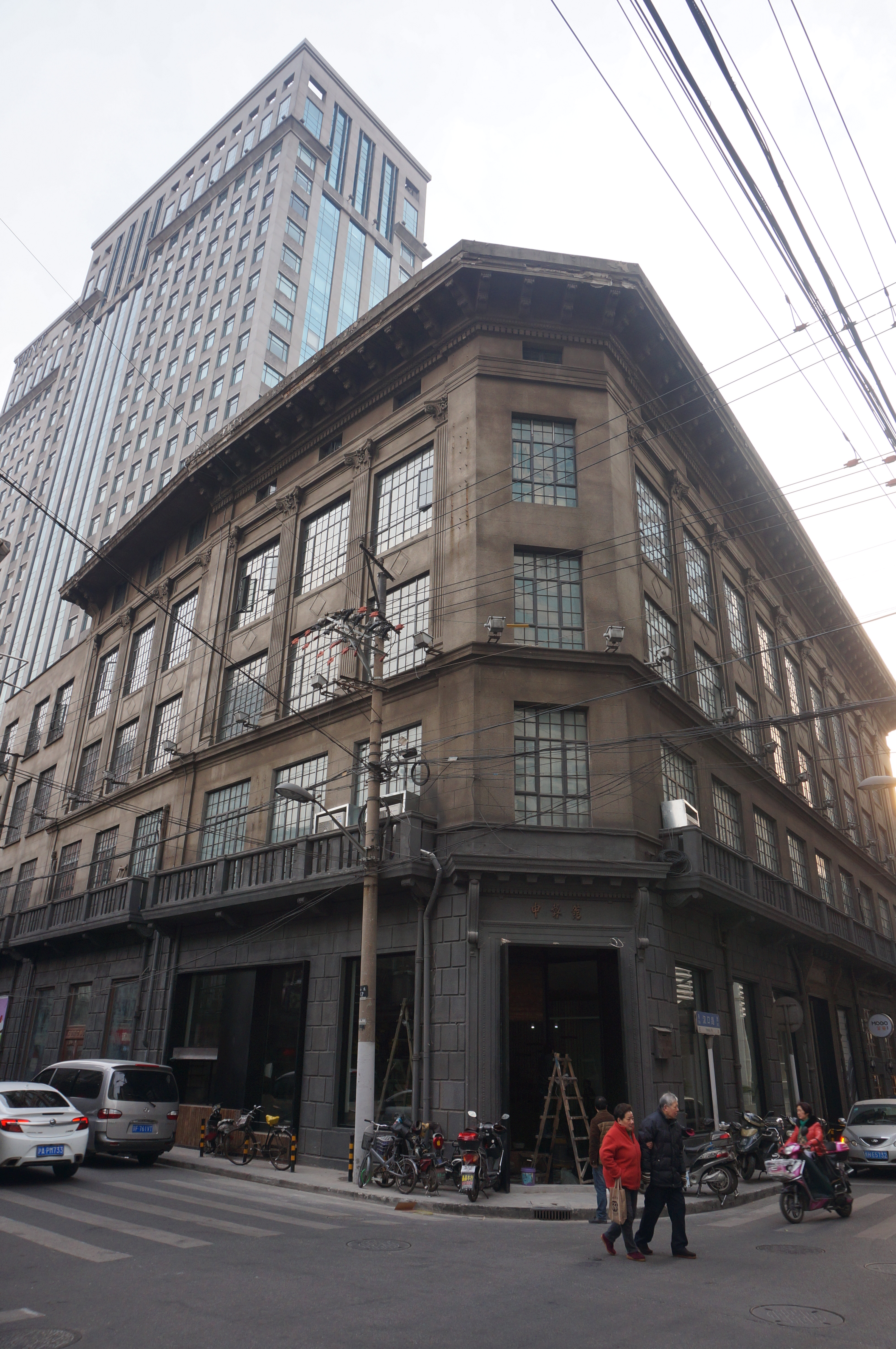
旧申報館ビル。2015年にリノベーションされ飲食店になった。

申報館（しんぽうかん）は、中国清末民初の上海を拠点とした大手新聞社・出版社。『申報』『点石斎画報』などの新聞や、『康熙字典』『古今図書集成』などの書籍を出版した。
1872年、イギリス人商人のアーネスト・メイジャーらが創業した後、史量才や杜月笙に経営が引き継がれ、国共内戦期の1949年に閉業した。
傘下組織に点石斎石印書局、申昌書局、図書集成書局などがある。

## 歴史
1872年4月30日（同治11年3月23日）『申報』の創刊に伴い上海租界で創業した。「申」は上海の俗称。
創業者は、イギリス人商人のアーネスト・メイジャーを中心に、兄のフレデリック・メイジャー、友人のウッドワード、プライヤー、ワシロップら。メイジャー兄弟は1862年に上海に来て茶葉や綿花の貿易事業を起こしたが、太平天国の乱や捻軍の反乱の戦禍で破綻。兄が帰国した一方、中国通の弟アーネストは上海に残り再起を図っていた。そこで『上海新報』『中外新報』などの中国語新聞の流行に目をつけ、『申報』の創刊に至った。
1878年には石版印刷機を導入し、印刷所の点石斎石印書局（初期の名は点石斎書画室）を申報館に付設した。このとき、石版印刷機を上海で最初に導入した徐家匯土山湾印書館から中国人技師の邱子昂を招いた。以降、石版印刷により『点石斎画報』や月份牌、科挙受験生向けの『聖諭詳解』『康熙字典』などを刊行した。また点石斎石印書局のほかにも申昌書局や図書集成書局、薬品工場・マッチ工場・石鹸工場も付設した。
申報館の出版物は、上海だけでなく北京や香港など中国各地で販売され、郵便による通信販売も行われた。
1899年、メイジャーは申報館と傘下組織の経営権を売却して帰国する。経営権が転々とした後、1912年（民国元年）に史量才が経営者に就任。史量才の時代に『申報』は黄金期を迎え、またライバル紙『新聞報』の経営権も得て、マフィアの杜月笙も経営に関与した。一方、印刷技術は商務印書館に追い越された。日中戦争期には『申報』の抗日論調が激しくなり、1934年には史量才が暗殺され、日本軍からは弾圧を受けた。国共内戦期には国民党に統制され、1949年5月27日の共産党軍の上海入城に伴い閉業した。
閉業後、上海の旧申報館ビルは解放日報社に使われた後、2015年にリノベーションされ飲食店になった。

## 主な出版物
- 『申報』 - 日刊新聞。
- 『申報図画週刊（のち申報図画特刊）』[13] - 『申報』の増刊。写真を多く載せる[13]。
- 『瀛寰画報[14]（寰瀛画報とも[4]）』 - 活版印刷の絵入り新聞。『点石斎画報』の前座。
- 『点石斎画報』 - 石版印刷の絵入り新聞。
- 『点石斎叢画』[2]
- 月份牌（中国語版） - 年画カレンダー[13]。
- 『中華民国新地図』[15]
- 『中国分省新図』[15]
- 『聖諭詳解』 - 科挙の参考書[7]。
- 『康熙字典』 - 縮尺版の石印本[7]。
- 『古今図書集成』[16]
- 『増広華英字典』[17]
- 『申報館書目』 - 出版物目録[9]。